# کامنکا (شهرستان آلشیفسکی، باشقیرستان)
کامنکا (به لاتین: Kamenka) یک منطقهٔ مسکونی در روسیه است که در باشقیرستان واقع شده‌است.